# Grande traversée du Jura
 (août 2024).
Si vous disposez d'ouvrages ou d'articles de référence ou si vous connaissez des sites web de qualité traitant du thème abordé ici, merci de compléter l'article en donnant les références utiles à sa vérifiabilité et en les liant à la section « Notes et références ».
Pour les articles homonymes, voir GTJ.
La Grande Traversée du Jura (GTJ) est un itinéraire de randonnée de 400 km pour le parcours pédestre, 380 en VTT, 360 pour le vélo, 500 pour le cheval et de 175 km pour le parcours à ski de fond, traversant le massif du Jura du nord au sud en passant dans trois départements (Ain, Doubs, Jura) ; l'itinéraire pédestre va de Mandeure dans le Doubs à Culoz dans l'Ain au sud. Parallèlement, une traversée du Jura par le canton du Jura a été mis en place.

## Histoire

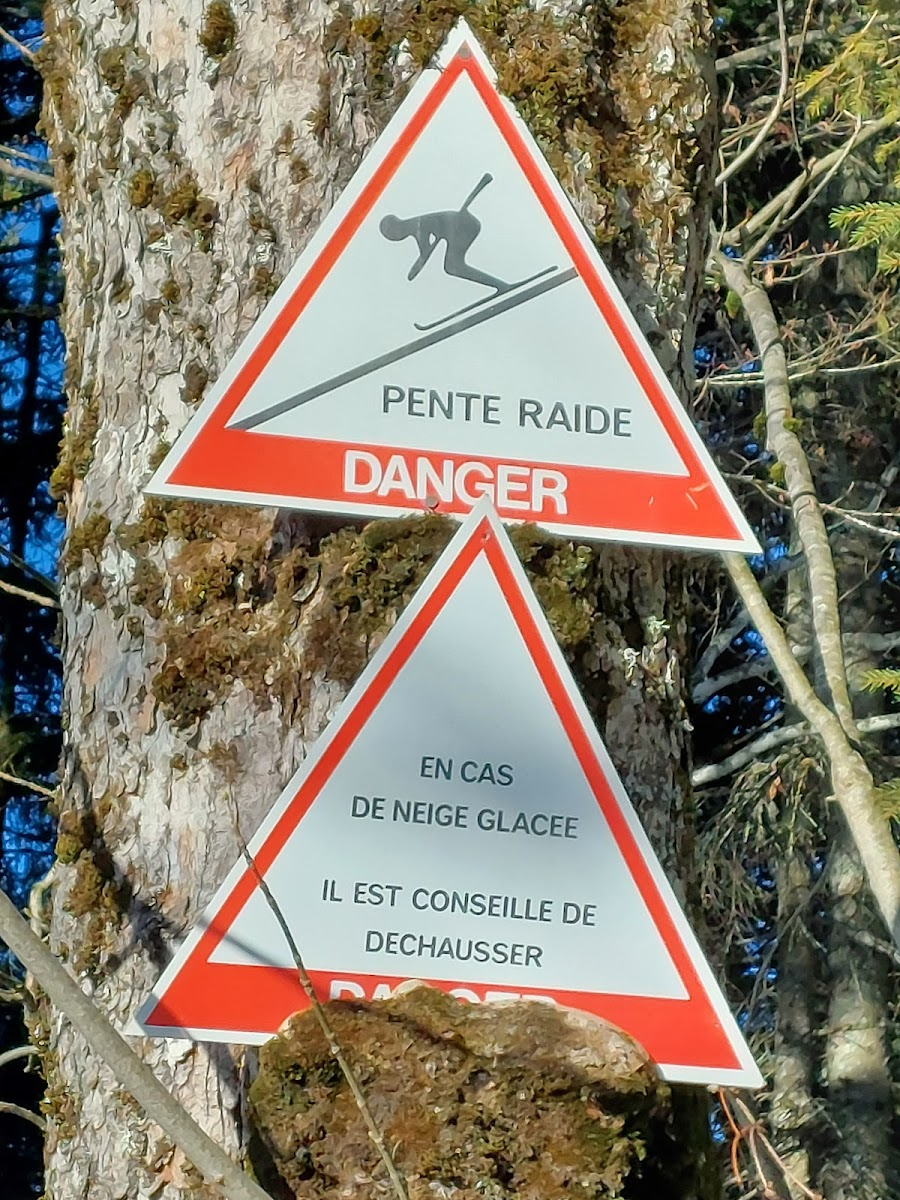

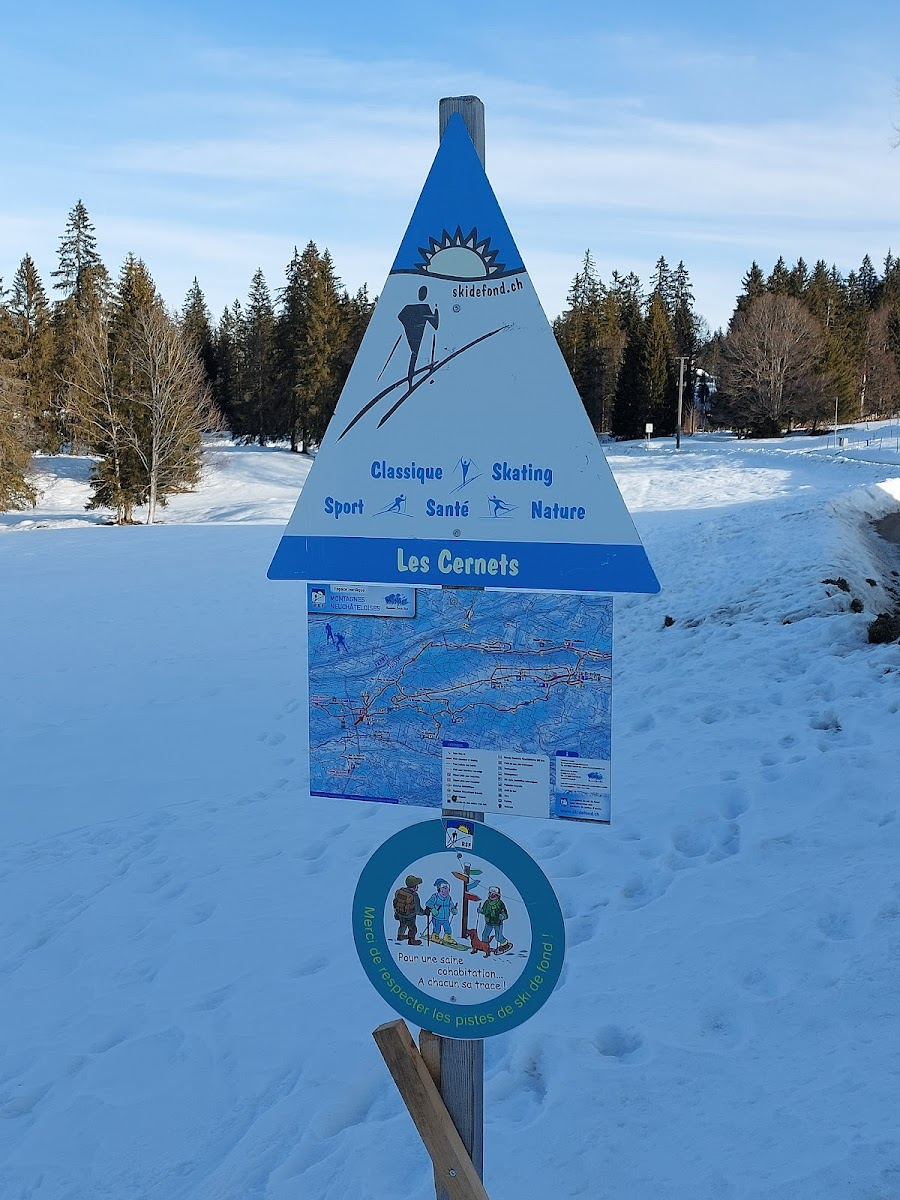
La TJS une sorte de GTJ en Suisse
CAF a été retracée et balisée en 2012, Les Cernets, panneau de la rappelant le respect des traces de ski.

L'important essor des stations de sport d'hiver, dans les années 1970, entraîne un afflux massif de touristes dans les stations du Jura. C'est en 1978 que germe l'idée de relier plusieurs villages par une piste de ski de fond continue depuis le Haut-Doubs jusqu’à l'Ain. Ainsi, la même année voit le jour de la Grande traversée du Jura à ski de fond, traversée longue de 180 km. En 1985, les trois associations départementales de ski de fond de l’Ain, du Doubs et du Jura mettent décident d'assurer conjointement la coordination du ski de fond à l’échelle des trois départements et créent l’association régionale Espace Nordique Jurassien (ENJ). L’ENJ a alors en charge l’itinéraire de ski de fond de la GTJ, avec le soutien de l’État (Ministère Jeunesse et Sport), de la région Franche-Comté et de la région Rhône-Alpes.

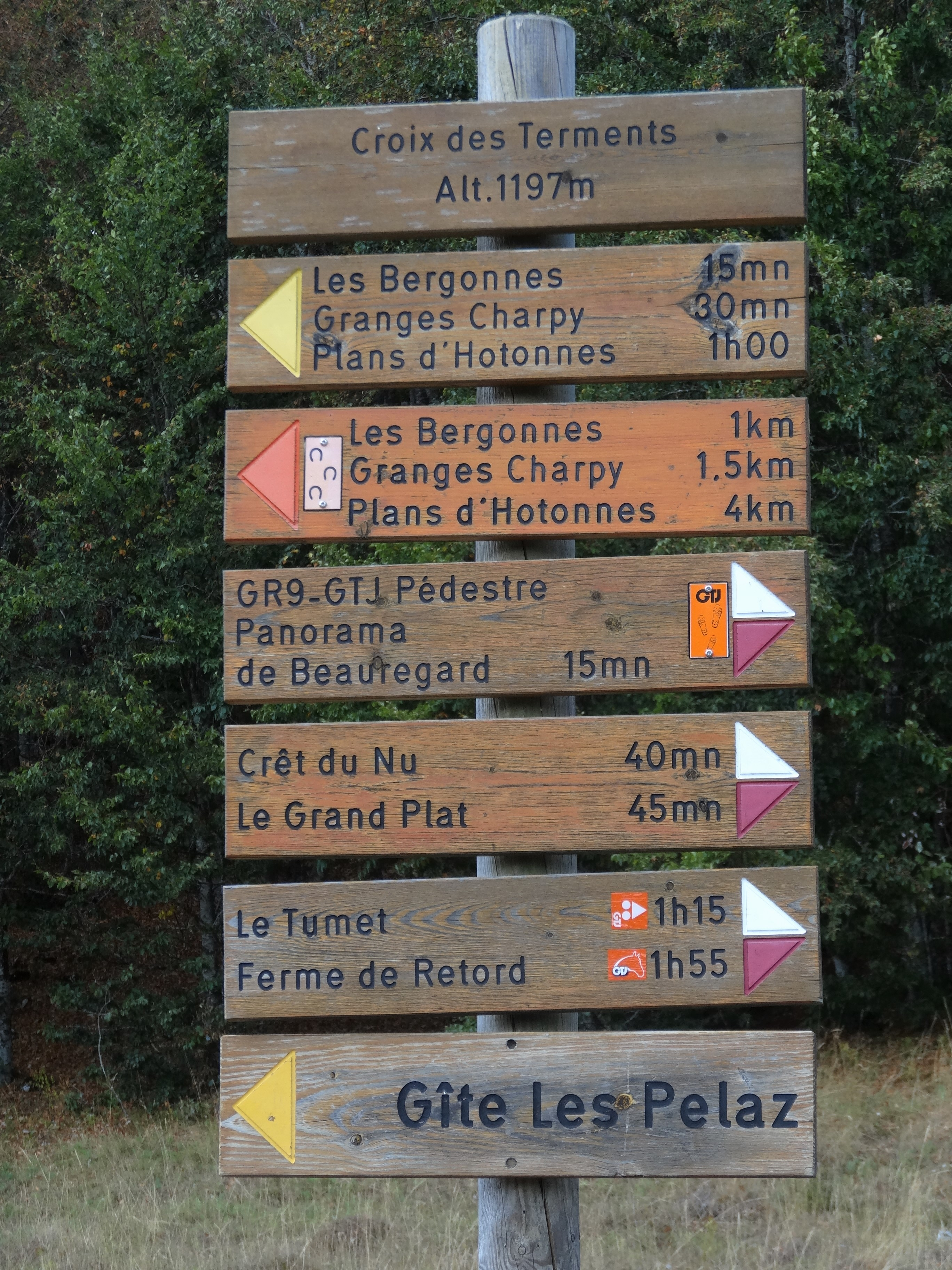
Panneau directionnel sur le parcours de la GTJ

En 1992, les premiers hivers sans neige font leur apparition, impliquant un fort développement du VTT. Avec les championnats du monde de VTT à Métabief, il est décidé la diversification des itinéraires GTJ. Grâce au soutien des régions Franche-Comté et Rhône-Alpes, l’association créée la Grande traversée du Jura (GTJ) à VTT (400 km), le premier de ce type en France. L'itinéraire est plus long que la Grande traversée du Jura à ski de fond car les sentiers de VTT nécessitent moins de contraintes que les pistes de ski de fond. 
Une nouvelle association est créée en novembre 1999, « Les Grandes Traversées du Jura ». Elle assure le développement et l'entretien des itinéraires de la GTJ en lien avec la convention interrégionale du Massif du Jura 2000/2006.
En 2002, un rapprochement avec le Parc naturel régional du Haut-Jura permet la transmission au parc d'une partie des actions, telles que la promotion, la communication ou encore l'assistance aux hébergeurs pour la modernisation et la création de gîtes d’étapes. Une convention de partenariat avec le parc est signée le 19 décembre 2002 et au printemps 2002 est publié un carto-guide VTT de la GTJ en collaboration avec les éditions Chamina.
En 2003, l’État, la région Franche-Comté et la région Rhône-Alpes ratifient la « convention-cadre » avec l’association GTJ et le Parc naturel régional du Haut-Jura. Cette convention traite du développement des GTJ sur la période 2002/2006. Le 1er juin 2003, le Parc embauche deux chargés de mission afin de conduire à bien les actions dont le parc est responsable. En juillet 2003, le siège social de l’association est transféré de Champagnole aux Planches en Montagne.
Un partenariat avec Gaz de France et la Fédération Française de Randonnée Pédestre est signé en 2004. Le lancement officiel de l’itinéraire pédestre de la GTJ s'effectue le 30 juin 2004.
En 2005, un nouveau site web est mis en place et un nouveau guide de la GTJ à ski nordique est publié.
Le mois de janvier 2006 voit le pré-lancement d’un nouvel itinéraire nordique destiné aux raquette à neige entre Lajoux et Bellecombe. En mars, le carto-guide VTT de la GTJ (édition Chamina) est mis à jour et en avril sont publiés le topo-guide de la GTJ à pied (édition Fédération Française de la Randonnée Pédestre) ainsi qu'un guide de la Grande Traversée des Montagnes du Jura à vélo (éditions Dakota). Le 1er guide de la GTJ à raquette sort en 2007. La même année est lancé le « Magazine GTJ ».
En 2010, l’itinéraire de la GTJ à cheval est créé et la GTJ à raquette est rallongée avec l’extension de l'itinéraire entre Bois-d'Amont et Les Rousses.